# Була (Мисисипи)
Бјула (енгл. Beulah) град је у америчкој савезној држави Мисисипи.

## Демографија
По попису из 2010. године број становника је 348, што је 125 (-26,4%) становника мање него 2000. године.
| Група             | 2000.       | 2010.       |
| Белци             | 12 (2,5%)   | 25 (7,2%)   |
| Афроамериканци    | 454 (96,0%) | 317 (91,1%) |
| Азијати           | 4 (0,8%)    | 2 (0,6%)    |
| Хиспаноамериканци | 0 (0,0%)    | 4 (1,1%)    |
| Укупно            | 473         | 348         |